# Sollevamento pesi ai Giochi della XXXII Olimpiade - 49 kg femminile
Le gare di sollevamento pesi della categoria fino a 49 kg femminile dei giochi olimpici di Tokyo 2020 si sono svolte il 24 luglio 2021 presso il Tokyo International Forum.
La vincitrice è la cinese Hou Zhihui.

## Programma
L'orario indicato corrisponde a quello giapponese (UTC+09:00)
| Data           | Ora   | Evento            |
| -------------- | ----- | ----------------- |
| 24 luglio 2021 | 9:50  | Gruppo B          |
| 24 luglio 2021 | 13:50 | Gruppo A (finale) |

## Risultati
| Pos. | Atleta                          | Gruppo | Peso  | Strappo (kg) | Strappo (kg) | Strappo (kg) | Strappo (kg) | Slancio (kg) | Slancio (kg) | Slancio (kg) | Slancio (kg) | Totale |
| Pos. | Atleta                          | Gruppo | Peso  | 1            | 2            | 3            | Risultato    | 1            | 2            | 3            | Risultato    | Totale |
| ---- | ------------------------------- | ------ | ----- | ------------ | ------------ | ------------ | ------------ | ------------ | ------------ | ------------ | ------------ | ------ |
|      | Hou Zhihui                      | A      | 49,00 | 88           | 92           | 94           | 94           | 109          | 114          | 116          | 116          | 210    |
|      | Mirabai Chanu                   | A      | 48,85 | 84           | 87           | 89           | 87           | 110          | 115          | 117          | 115          | 202    |
|      | Windy Aisah                     | A      | 48,80 | 84           | 84           | 87           | 84           | 103          | 108          | 110          | 110          | 194    |
| 4    | Fang Wan-ling                   | A      | 48,65 | 75           | 78           | 80           | 80           | 98           | 101          | 103          | 101          | 181    |
| 5    | Nina Sterckx                    | A      | 48.75 | 81           | 81           | 84           | 81           | 99           | 101          | 101          | 99           | 180    |
| 6    | Ludia Montero                   | B      | 49,00 | 79           | 82           | 84           | 82           | 93           | 96           | 100          | 96           | 178    |
| 7    | Anaïs Michel                    | A      | 48,90 | 76           | 78           | 80           | 78           | 96           | 99           | 101          | 99           | 177    |
| 8    | Beatriz Pirón                   | B      | 49,00 | 78           | 81           | 83           | 81           | 90           | 93           | 95           | 95           | 176    |
| 9    | Natasha Rosa Figueiredo         | B      | 48,95 | 75           | 78           | 80           | 78           | 90           | 95           | 100          | 95           | 173    |
| 10   | Dika Toua                       | B      | 48,95 | 69           | 72           | 76           | 72           | 95           | 95           | 100          | 95           | 167    |
| 11   | Marie Hanitra Roilya Ranaivosoa | B      | 48,95 | 73           | 76           | 76           | 73           | 91           | 96           | 96           | 91           | 164    |
| —    | Jourdan Delacruz                | A      | 48,90 | 83           | 86           | 89           | 86           | 108          | 108          | 108          | —            | —      |
| —    | Hiromi Miyake                   | A      | 48,90 | 74           | 76           | 76           | 74           | 99           | 99           | 99           | —            | —      |
| —    | Kristina Sobol                  | B      | 49,00 | 80           | 80           | 81           | —            | —            | —            | —            | —            | NQ     |